# Gottlob-Haag-Ehrenring

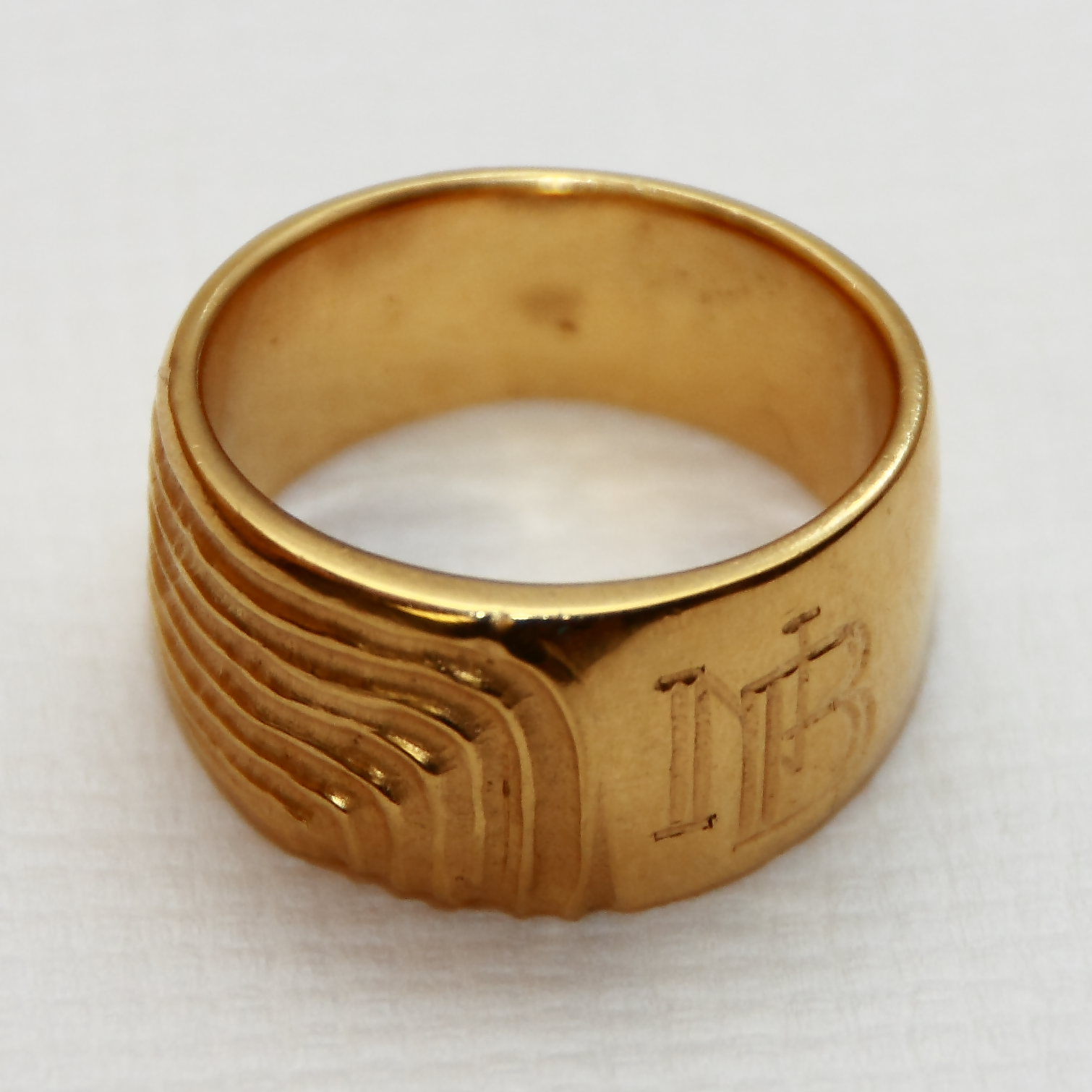
Die Nachbildung mit den Initialen von Norbert Bach

Der Gottlob-Haag-Ehrenring oder auch nur Gottlob-Haag-Ring ist eine Auszeichnung für Kulturschaffende der Region Hohenlohe.
Die Auszeichnung in Form eines Ringes wurde im mehrjährigen unregelmäßigen Wechsel ohne festgelegte Regularien von einem Preisträger an den nächsten weitergereicht. Der Ring erinnert an den hohenlohischen Mundart-Dichter Gottlob Haag und soll Kulturschaffende dieser Region aus allen Bereichen „… ermutigen, der jeweils eigenen Schöpferkraft zu vertrauen.“ Angelehnt ist die Idee der Weitergabe am Iffland-Ring. Jeder Träger erhielt als Dauergabe eine Nachbildung des Originalrings mit seinen Initialen von dem Goldschmied Helmut Frauenberger als Stifter des Rings. Frauenberger starb im Mai 2017 in Bad Mergentheim.  Seit 2020 führt die Künzelsauer Schmuckgestalterin und Goldschmiedemeisterin Regina Hiestand die Tradition fort.

## Ringträger
Gottlob Haag
Der 1943 geborene, aus Wien stammende und in Bad Mergentheim lebende Goldschmied Helmut Frauenberger schuf den Ring 1994 und verehrte ihn dem im Niederstettener Ortsteil Wildentierbach lebenden – ihm in der Liebe zum Dialekt geistesverwandten – Gottlob Haag als erstem Träger.
Arno Boas
Haag reichte den Ring an Arno Boas weiter. Der im Creglinger Ortsteil Finsterlohr lebende Verleger hat sich mit seinem Theaterverlag Arno Boas mit seinen über 40 Autoren um das Mundart- und Laientheater verdient gemacht. Als Autor zahlreicher Volkstheaterstücke überlässt er die Uraufführungsrechte seiner Werke dem Laientheaterverein Reinsbronner Bühnenzinnober.
Norbert Bach
Arno Boas entschied sich, den Ring nicht an einen Künstler, sondern an den „Kultur-Ermöglicher“ Norbert Bach weiterzureichen. Der Kulturamtsleiter der Stadt Niederstetten hat sich nach Boas Ansicht beispielsweise als Verantwortlicher für die Hohenloher Theatertage und das für eine Kleinstadt verhältnismäßig breit gefächerte Kulturangebot verdient gemacht.
Roland Bauer
Norbert Bach reichte den Ring an den Fotografen Roland Bauer, der im Weiler Winterberg bei Braunsbach lebt, weiter. Bauer veröffentlichte mit seinem Fotobuch Bäuerliche Traditionen sterben mit den alten Leuten, das 1983 den Kodak-Fotobuchpreis erhielt, eine wichtige Dokumentation aussterbender traditioneller bäuerlicher und handwerklicher Lebensformen in Hohenlohe.
Heide Ruopp
Von Bauer wechselte der Ring 2011 an Heide Ruopp. Besonders verdient gemacht hat sich die „Impulsgeberin des Geschichts- und Kulturvereins Langenburg“ um die Erinnerung an die Bestseller-Autorin vergangener Zeiten Agnes Günther und den aus Langenburg stammenden Schriftsteller und Satiriker Karl Julius Weber.
Manfred Kern
Ruopp reichte den Ring 2013 an den in Rothenburg ob der Tauber geborenen, in Wettringen aufgewachsenen und in Coburg lebenden Schriftsteller Manfred Kern weiter. Kern veröffentlicht seit 1989 „als enger literarischer Verwandter von Gottlob Haag“ Bücher in Hochsprache und Dialekt – gelegentlich auch zweisprachig. Sein 2013 veröffentlichtes Buch Meine Oma beschreibt am Beispiel seiner 1884 geborenen und 1971 gestorbenen Großmutter das Leben auf dem Dorf während der Zeit des Nationalsozialismus.
Thilo Pohle
2016 erhielt der Dokumentarfilmer Thilo Pohle ausdrücklich auch stellvertretend für die Dokumentarfilmgruppe der Oskar-von-Miller Realschule in Rothenburg ob der Tauber den Ring von Manfred Kern überreicht. Pohle und seine Filmgruppe sind seit Anfang der 1980er Jahre aktiv. Bekannt wurden sie beispielsweise mit den Filmen Als der Frieden schon so nah war! (2001) über die Männer von Brettheim und Wenn lang die Bilder schon verblassen … KZ Theresienstadt – Propagandafilm und Wirklichkeit (2005).
Russlanddeutsches Theater Niederstetten

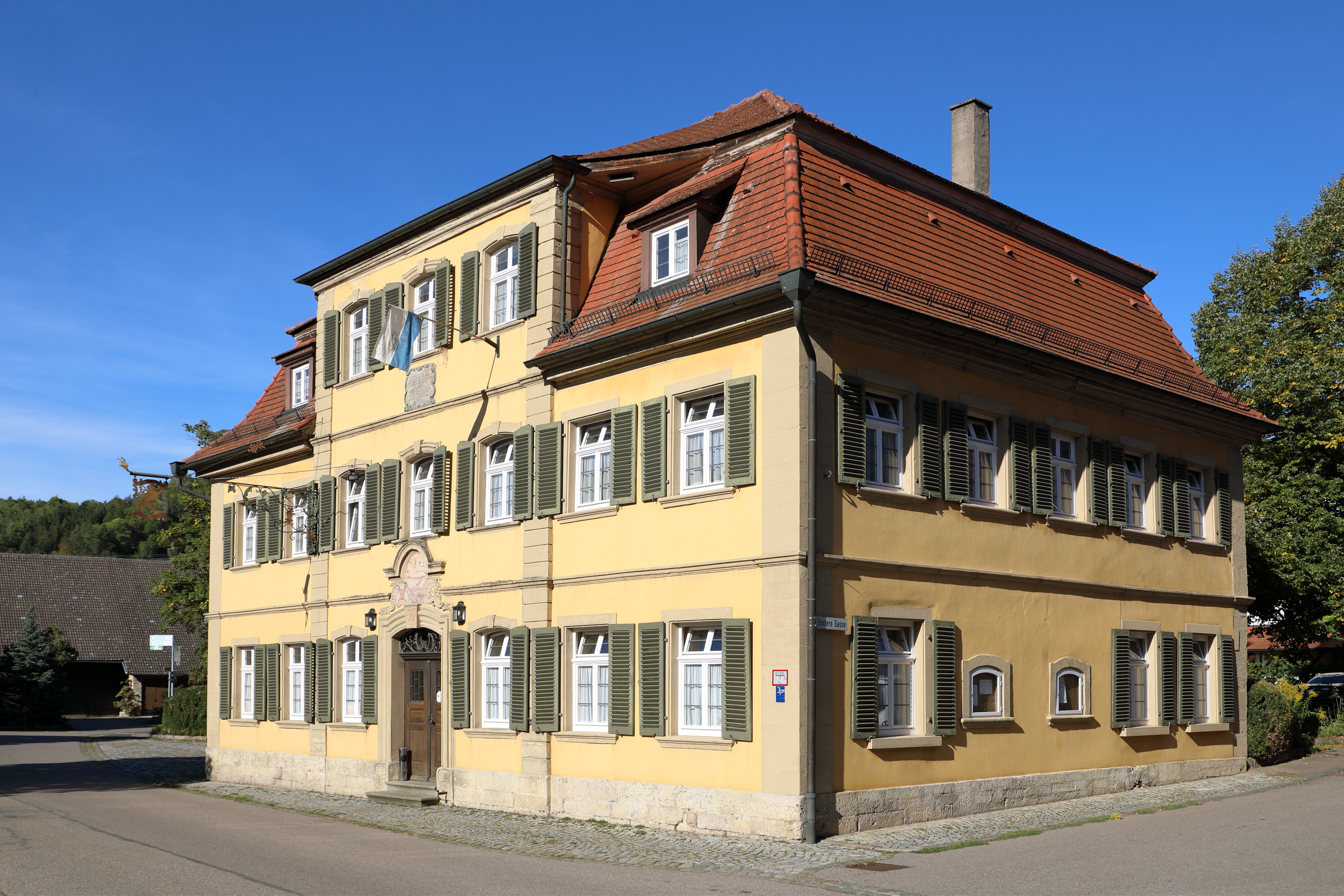
Das Amtshaus in Oberstetten ist die feste Spielstätte des Russlanddeutschen Theaters

Als Vertreter des Russlanddeutschen Theaters Niederstetten wurden Maria und Peter Warkentin 2020 mit dem Ring geehrt. Vor ihrer Migration nach Deutschland 1995 hatte das Ehepaar bereits das Deutsche Schauspieltheater in Alma-Ata mitbegründet. Ursprünglich hatten sieben Schauspieler aus Sibirien mit Hilfe des Bürgermeisters Kurt Finkenberger im Amtshaus im Niederstettener Ortsteil Oberstetten eine neue feste Spielstätte gefunden. Von Anbeginn war das Thema Heimat und das Schicksal der Wolgadeutschen für die Theaterschaffenden das vorherrschende Thema.
Annâweech
Die fränkische Mundart-Band Annâweech erhielt den Ring am 15. Todestag Gottlob Haags überreicht.